# Mirko Filej
Mirko Filej, slovenski rimskokatoliški duhovnik, glasbenik in prosvetni delavec, * 28. oktober 1912, Medana, Avstro-Ogrska, † 10. junij 1962, Gorica, Republika Italija.

## Življenje in delo
Obiskoval je ljudsko šolo v rojstnem kraju, gimnazijo in licej v malem semenišču v Gorici (1925–1933) in bogoslovje (1933–1937) prav tako v Gorici, ter bil 22. maja 1937 posvečen v mašnika. Služboval je kot kaplan v Idriji (1937–1938) in v Mavhinjah kot župni upravitelj (1938–1951). Leta 1951 se je preselil v Gorico in tu ostal do smrti.
Filej je že kot semeniščnik začel pisati skladbe, v kar ga je usmerjal Emil Komel. Pomembna zanj pa so bila tudi srečanja z Vinkom Vodopivcem in Jožkom Bratužem. Ko je služboval v Mavhinjah se je v Trstu vpisal na glasbeni konservatorij Giuseppe Tartini in tam leta 1943 opravil izpite iz glasbene teorije, harmonije in glasbene zgodovine, 1945 pa še iz klavirja. V letih 1947–1950 je poučeval petje na slovenskem učiteljišču v Trstu. Tudi po prihodi v Gorico je še nekaj časa poučeval verouk v Nabrežini. V letih 1951–1953 je bil profesor petja na strokovni šoli v Gorici, naslednji dve leti na slovenski nižji gimnaziji, 1956–1958 na obeh šolah, od 1958–1962 pa na strokovni šoli v Gorici. Hkrati je bil še profesor petja in klavirja na slovenskem učiteljišču v Gorici (1951–1962). V Gorici je postal Filej duhovna gibalna sila vsega dogajanja na glasbenem, društvenem in organizacijskem področju. Kot zborovodja in organizator se je vključil v Slovensko katoliško prosvetno društvo in mu bil več let predsednik. Z društvenim mešanim zborom je celo desetletje nastopal v neštetih krajih na Primorskem in Koroškem. Bil je glavni organizator pevske revije Cecilijanka leta 1958, ki jo še vedno vsakoletno priredijo. Na njegovo pobudo se je ustanovila Zveza slovenske katoliške prosvete, Filej pa je bil na njenem ustanovnem občnem zboru izvoljen za predsednika in to mesto obdržal do smrti. Po njem je poimenovan moški pevski zbor, v atriju Katoliškega doma v Gorici pa je bil 4. oktobra odkrit njegov doprsni kip, delo kiparja Franceta Goršeta.
Filejevo objavljeno skladateljsko delo predstavljajo štiri zbirke: Kvišku srca (1950), 9 cerkvenih pesmi različne vsebine, 5 za mešani zbor, 2 za ženski zbor, ena za moški zbor in ena za solo in orgle. Zbirka Obujenje (1952) vsebuje 9 večidel preprostih ljudskih pesmi. V obeh zbirkah je orgelska spremljava zmerno moderna. Leta 1951 so izšle Pesmi za ženski in mladinski zbor; štiri zborovske skladbe svetne vsebine razodevajo Filejevo zavzetost za narodni ton, pa tudi razgibano ritmično gradnjo. Zadnja zbirka nosi naslov Zamejski zvoki (1955). V 7 skladbah za moški zbor se skladatelj izraža pretežno v narodnem tonu. Zložil je še številne druge skladbe, ki pa nisi izšle v nobeni zbirki. Uredil je tudi Cerkveno pesmarico, zbirko pesmi za mešani zbor (Goriška Mohorjeva družba, Gorica 1957).